# Белозерки (Московская область)
Белозерки — деревня в Клинском районе Московской области, в составе Городского поселения Клин. Население — 71 чел. (2010). До 2006 года Белозерки входили в состав Давыдковского сельского округа.

## Расположение
Деревня расположена в центральной части района, в 2 км к юго-востоку от города Клин, на правом берегу реки Сестра, высота центра над уровнем моря 166 м. Ближайшие населённые пункты — Борозда на противоположном берегу реки, посёлок Чайковского на юге и Давыдково на юго-западе. У западной окраины Белозерок проходит автотрасса М10 «Россия».

## Население
| 2002 | 2006 | 2010 |
| ---- | ---- | ---- |
| 31   | ↗49  | ↗71  |